# Мунц-металл
Мунц-металл или мунцевая латунь — разновидность латуни, сплав медной основы с цинком (39—43 %), в который иногда добавлялся свинец (0,8—1,9 %). Выпускается в виде полуфабрикатов (труб, полос, проволоки, лент, прутков), применяется для массового производства деталей в приборо- и машиностроении.
Мунц-металл был предложен в 1832 году британским промышленником и металлургом Дж. Мунцем, он отличается хорошими механическими свойствами, сочетанием высокой пластичности и коррозионной стойкости с обрабатываемостью различными видами холодной и горячей металлообработки (резанием, обработкой давлением и т. д.)